# Ogniste ptaki
Ogniste ptaki – modernistyczna rzeźba zaprojektowana przez Władysława Hasiora. Jest wykonana ze stali i przedstawia osiemnaście kolorowych ptaków. Została odsłonięta w 1975 przed Zamkiem Książąt Pomorskich w Szczecinie, następnie w 1980 przeniesiono ją na plac Zgody, a w 1994, do Parku Jana Kasprowicza.

## Historia
Ogniste ptaki zostały zaprojektowane przez Władysława Hasiora i odsłonięte w 1975. Ustawiono je na stoku wzgórza zamkowego, przed Zamkiem Książąt Pomorskich, z okazji wystawy prac Hasiora. Rzeźba składała się z osiemnastu elementów pomalowanych pierwotnie na kolor srebrny, przedstawiających ptaki różnych rozmiarów na metalowych kołach. Wykonana została z prętów, kształtowników, łańcuchów i blachy. Ptaki ustawione zostały w jednej linii, z pojedynczymi rzeźbami odstającymi od jej osi.
W 1980, w Koszalinie odsłonięto siostrzany projekt autorstwa Hasiora, zatytułowany Płonące ptaki.
Ogniste ptaki usunięto z pierwotnej lokalizacji w 1979, w związku z budową Trasy Zamkowej. Rzeźba została odrestaurowana i otrzymała nowy kolorowy wystrój. Wyeksponowano ją kilka miesięcy później, w 1980, na stalowej rampie pomiędzy ulicami Bałuki i Bogusława X, na placu Zgody. W 1989 została zdemontowana w związku z powstawaniem budynku mieszkalnego.
Pozostawała w magazynie do 1994, kiedy to ustawiono ją w Parku Jana Kasprowicza. Rzeźby ptaków ustawiono w prostej linii na położonym na wzgórzu betonowym piedestale, naprzeciw jeziora Rusałka i obok Teatru Letniego. Instalacja ma blisko 26 metrów długości i nieco ponad 2 metry wysokości. Rzeźba była wielokrotnie celem wandalizmów; była uszkadzana i naprawiana kolejno w latach 2005, 2009 i 2010.